# Лолойские языки
Лоло́йские языки (нгви, лоло, ийские, ньи; в Китае известны как языки и) — группа лоло-бирманской ветви языков, распространённая на самом востоке тибето-бирманского ареала. Носители лолойских языков объединяются в Китае в этническую общность и. Они близки бирманским языкам, вместе с которой образуют лоло-бирманскую ветвь. Все лолойские языки подвергались влиянию мон-кхмерских языков.
Распространены в основном на юго-западе Китая по всей территории Юньнани, на юге Сычуани, западе Гуйчжоу, а в результате относительно недавних миграций также на востоке Мьянмы, севере Таиланда, Лаоса и Вьетнама.

## Название
Хотя в русском языке прочно закрепилось традиционное название «Лолойские языки» (с вариантом «языки лоло») и другие варианты не употребляются, в английском существует несколько конкурирующих вариантов: Lolo, Loloish, Yipo, Yiish, Yipho, Ngwi и т. д. Это связано частично с тем, что слово «лоло» считается в Китае пренебрежительным и унизительным и почти там не употребляется. Поэтому многие авторы пытаются придумать другие варианты, основанные на других названиях и самоназваниях отдельных групп, говорящих на лолойских языках.

## Классификация
Лолойская группа языков делится на 3-4 подгруппы, однако границы между ними довольно расплывчатые. Как показывают недавние исследования, многие из названных языков оказываются кластерами из нескольких близкородственных, но взаимно непонятных языков, так что по некоторым оценкам число лолойских языков может достигать 90-100.
- северная подгруппа: нусу (часть народа ну), насу, носу, нису (на последних трёх говорят группы народа и) и другие;
- центральная подгруппа: сани, аси, ажа, аже, лаху, лису, лолопо (липхо или липо), лалуо, заузоу (жоужо) и другие;
- южная подгруппа: языки акоидные (языки акха, хани, сила), бисоидные (языки бису, пхуной, пьен), би-ка (языки бийо, кадо, мпи), угонг, цзино, гокхю и другие;
- юго-восточная подгруппа (пхула): языки пхула. Группа предложена Брэдли (2002).

Язык туцзя с трудом поддаётся классификации из-за сильного влияния языков и и китайского. Тем не менее, он может быть лолойским языком.
Язык бай имеет многочисленные связи с лолойскими языками, однако ядро языка является древнекитайским, и, поэтому он скорее относится к синитическим, чем к лолойским языкам.

## Письменность
Для записи языков носу, нису, насу со средневековья используется словесно-слоговая письменность (классическое письмо и), сохранившаяся сейчас в нескольких разновидностях. С 1970-х гг. официальным для них является слоговое письмо (современное письмо и).
Для наси сохраняются пиктографическая (гэба) и слоговая (дунба) письменности.
Для многих языков созданы письменности на латинской графической основе (наси, лису, лаху, хани, ачан, цайва). Для языков липо и насу используется также слоговое письмо Полларда, а для лису — т. н. алфавит Фрейзера.